# Músculo abdutor do hálux
O músculo abdutor do hálux é um músculo do pé.
O músculo abdutor do hálux, também chamado abductor hallucis, se encontra situado na planta do pé. Se origina do tubérculo medial do calcâneo e forma um ventre muscular que recorre a borda interna do pé e termina em um tendão que se insere na base da primeira falange do dedo hálux, mais precisamente no osso sesamoideo.

## Função
Produz a abdução (separação) do dedo hálux do pé e contribui para a estabilidade do arco plantar. Sua função antagônica com relação ao músculo adutor do Hálux.

## Inervação
Está inervado pelo nervo plantar medial, rama do nervo tibial

## Referência
M. Llusa, A. Merí, D.Ruano: Manual y atlas fotográfico de anatomía del aparato locomotor. Editorial Médica Panamericana, 2003, ISBN: 84-7903-784-9. Consultado em 30 de março de 2012.
DÂNGELO, José Geraldo & FATTINI, Carlo Américo. Anatomia básica dos sistemas orgânicos: com a descrição dos ossos, junturas, músculos, vasos e nervos. São Paulo: Editora Atheneu, 2004.